# Sorbus matsumurana
Sorbus matsumurana är en rosväxtart som först beskrevs av Tomitaro Makino, och fick sitt nu gällande namn av Emil Bernhard Koehne. Sorbus matsumurana ingår i släktet oxlar, och familjen rosväxter. Inga underarter finns listade i Catalogue of Life.

## Bildgalleri

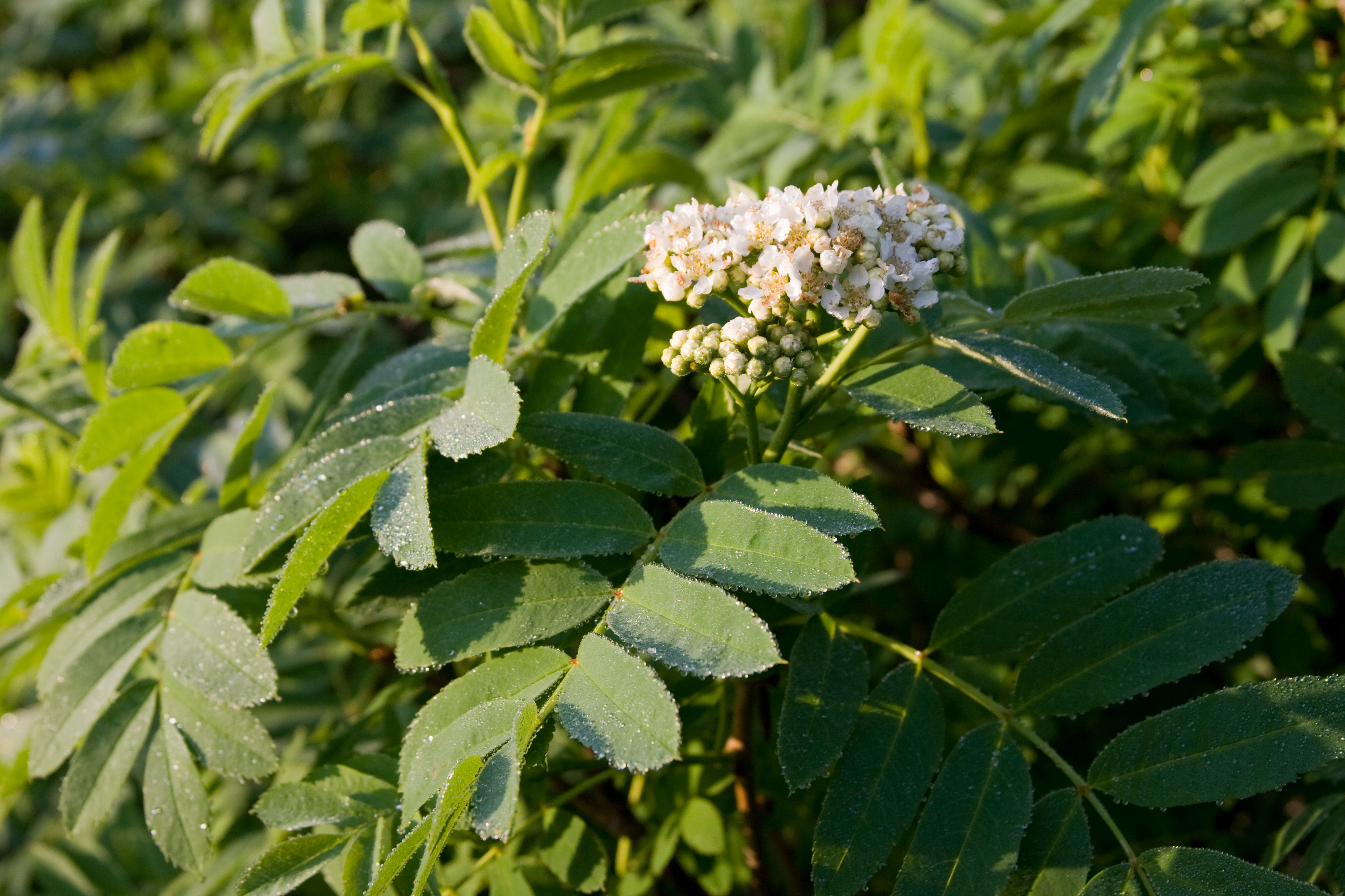
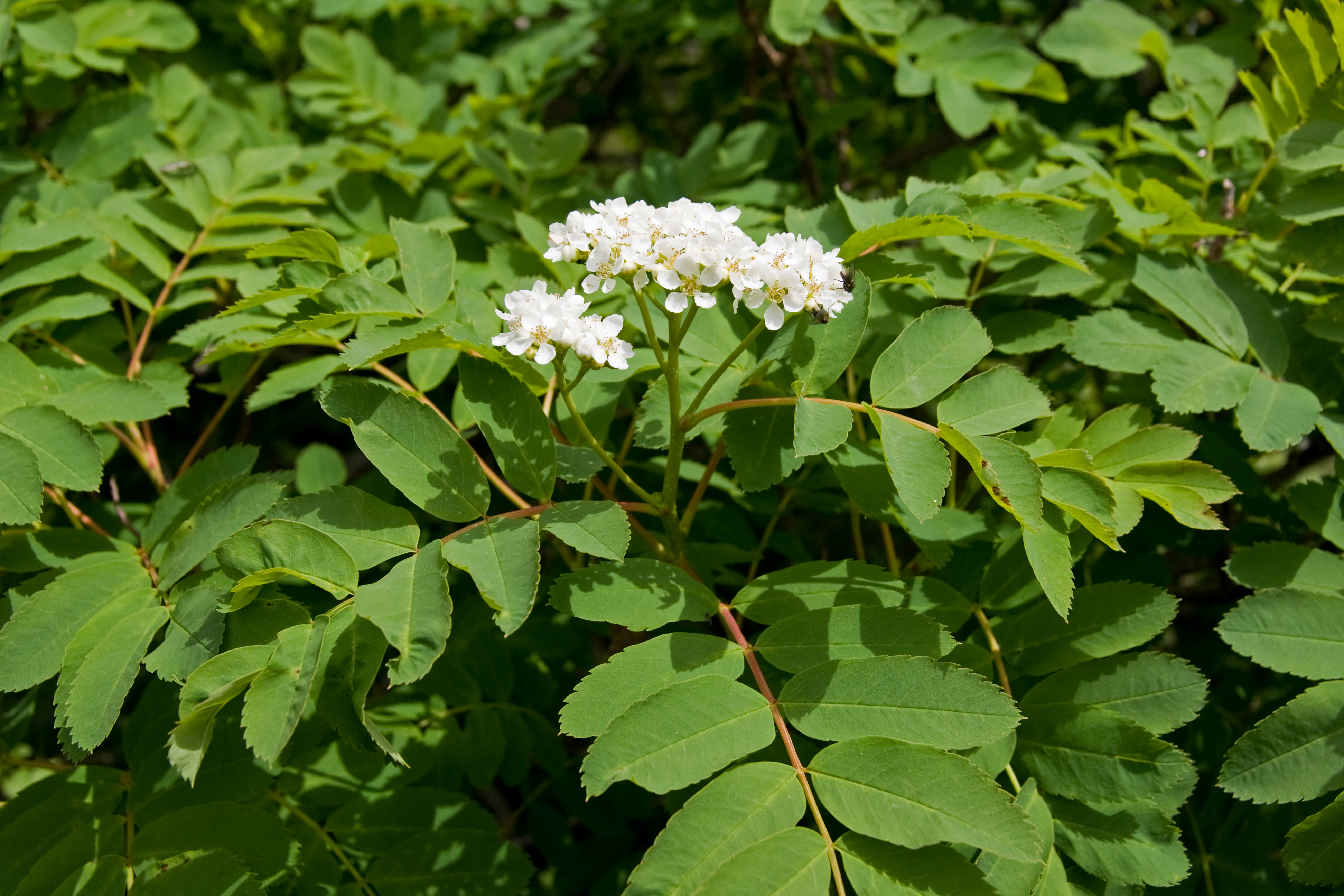
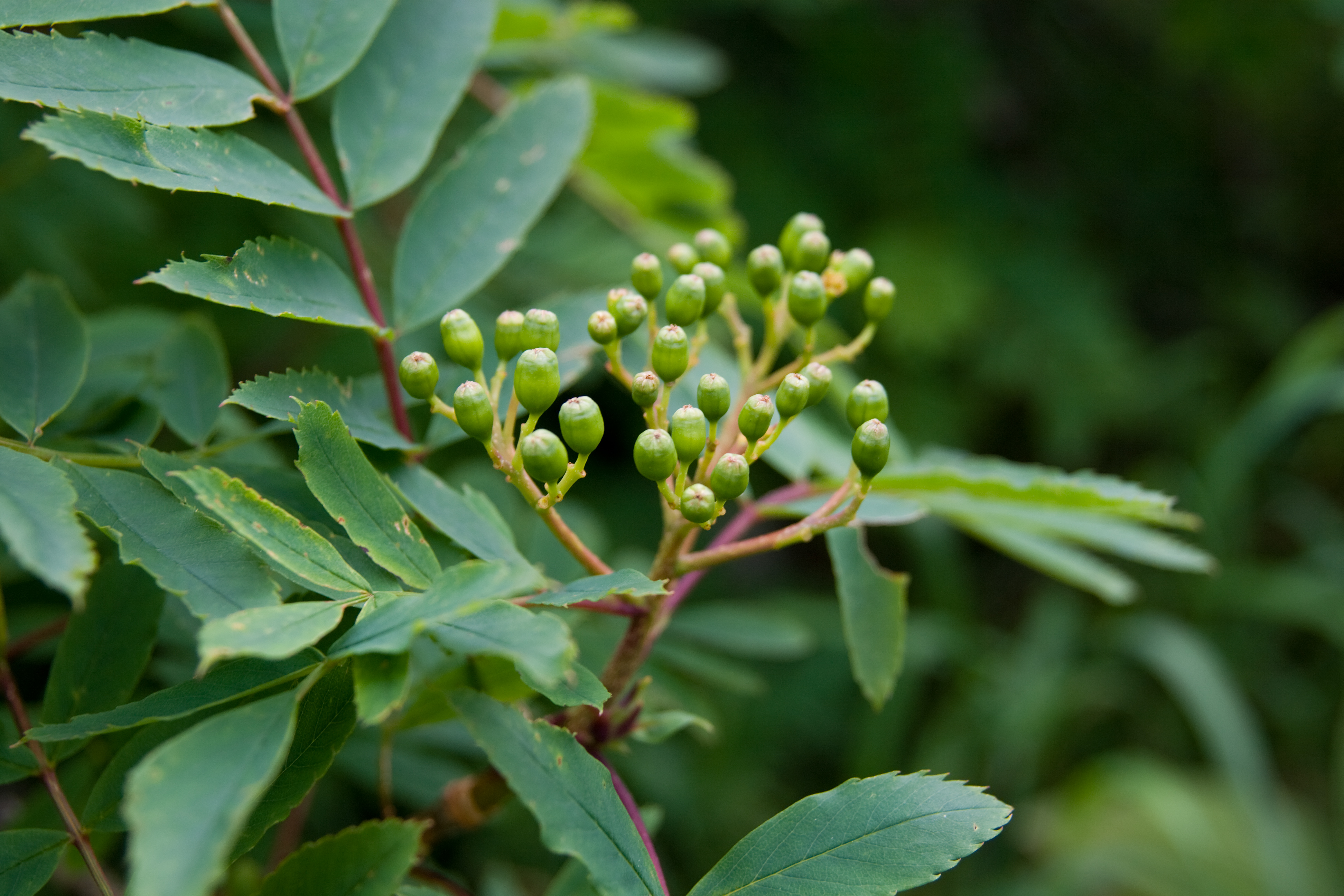
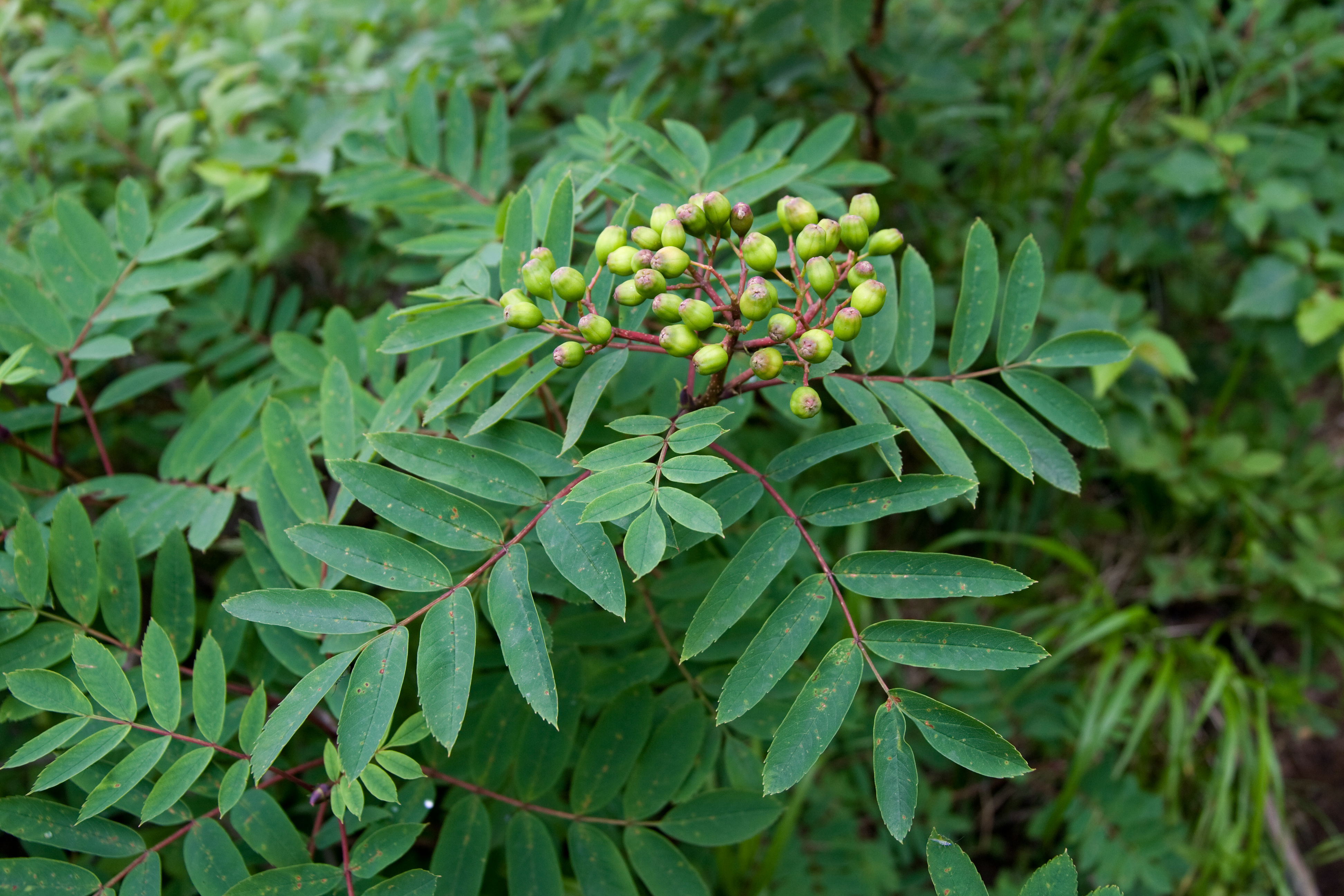
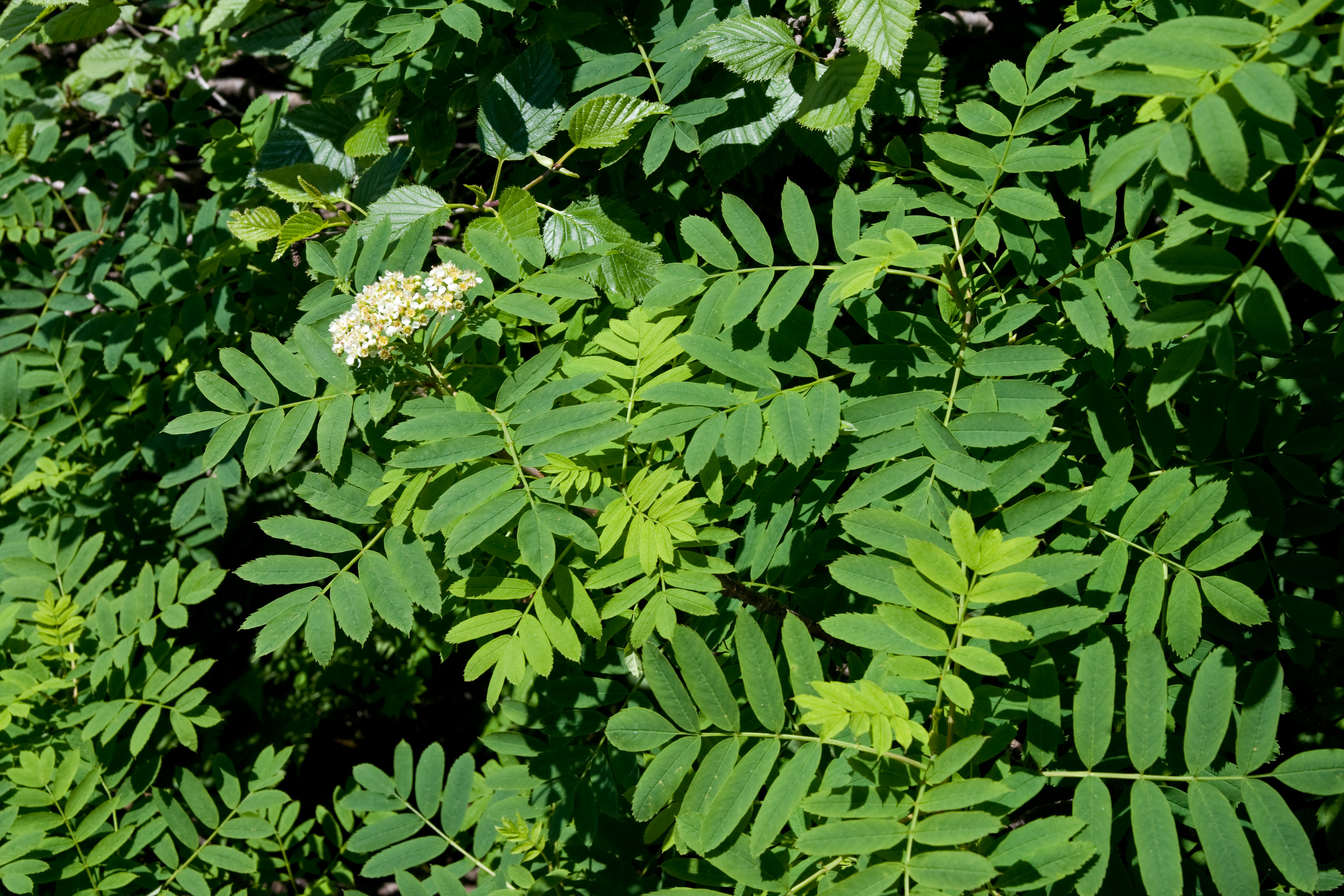
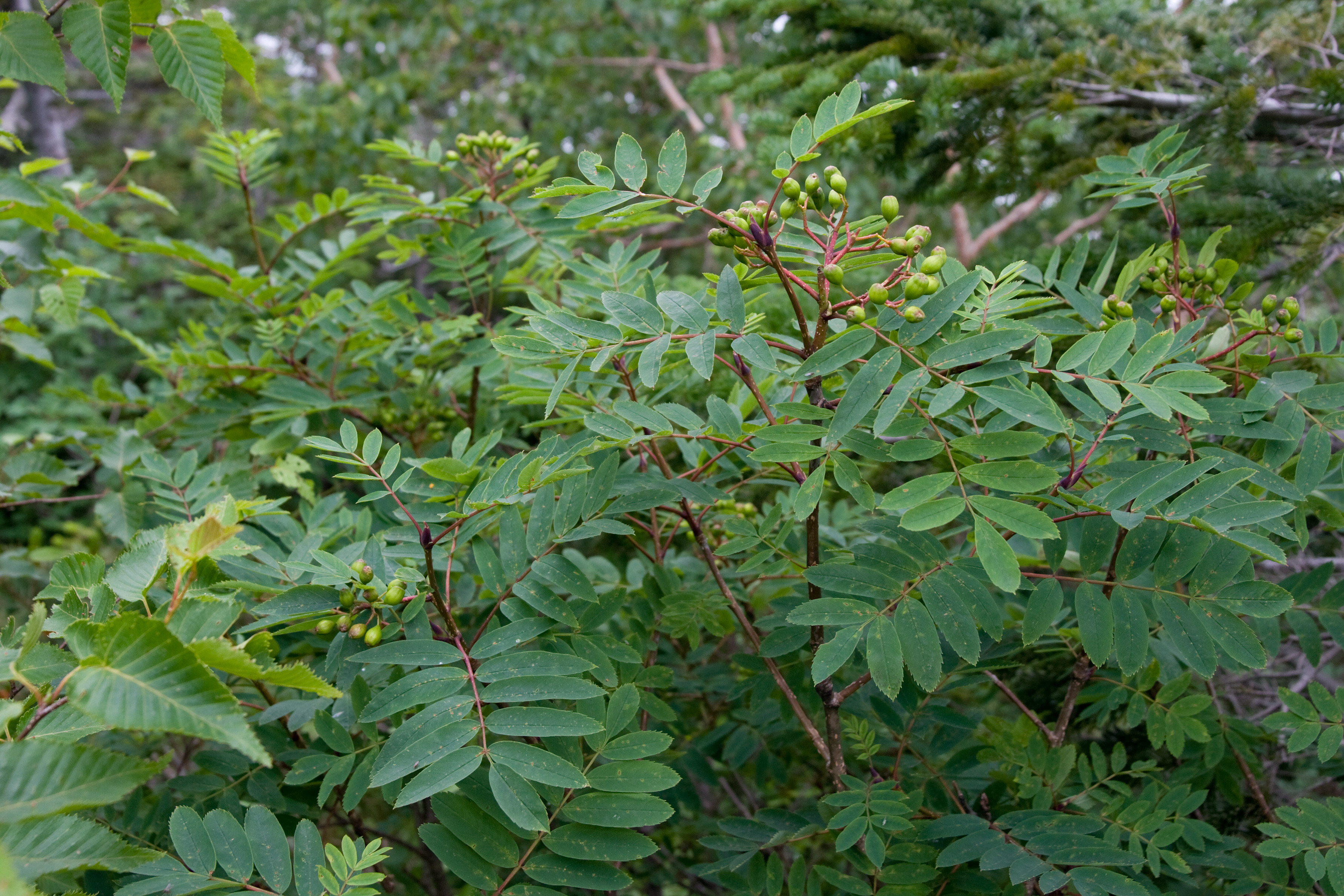